# Stable Diffusion
Stable Diffusion (дословно «стабильная диффузия») — модель глубокого обучения, создающая изображения по текстовым описаниям, с открытым исходным кодом. Выпущена в 2022 году компанией Stability AI и основана на методах диффузии. В основном используется для создания детальных изображений на основе текстовых описаний, хотя её также можно применять и для других задач, например дорисовывать наброски и редактировать исходные картинки. Разработана группой компаний CompVis в Мюнхенском университете. Кроме того, в разработке участвовали Runway, EleutherAI и LAION.
Stable Diffusion — модель скрытой диффузии, своего рода глубокая генеративная нейронная сеть. Код и вес модели были открыты. Может работать на большинстве потребительских устройств, оснащенных графическим процессором с объёмом видеопамяти не менее 4 ГБ. Её появление ознаменовало отход от предыдущих проприетарных моделей преобразования текста в изображение, таких как DALL-E и Midjourney, которые были доступны только через облачные сервисы.
В настоящее время существует ряд наиболее распространенные модификации: Stable Diffusion v1.0, Stable Diffusion XL и Stable Diffusion 3. Последняя третья версия построена на архитектуре DiT-трансформер, в отличие от первых двух имеющих в своей основе U-Net.